# Axă optică
Axa optică este dreapta imaginară care trece prin centrul geometric al unui sistem optic unind vârful unui dioptru sau al unei oglinzi cu centrul sferei din care face parte dioptrul sau oglinda.